# غيل بوين
غيل بوين (بالإنجليزية: Gail Bowen)‏ (22 سبتمبر 1942، تورونتو في كندا)؛ مؤلِّفة، كاتِبة مسرحية، أستاذة جامعية وروائية كندية.

## روابط خارجية
- غيل بوين على موقع IMDb (الإنجليزية)